# Evangelische Kirche (Trais-Münzenberg)

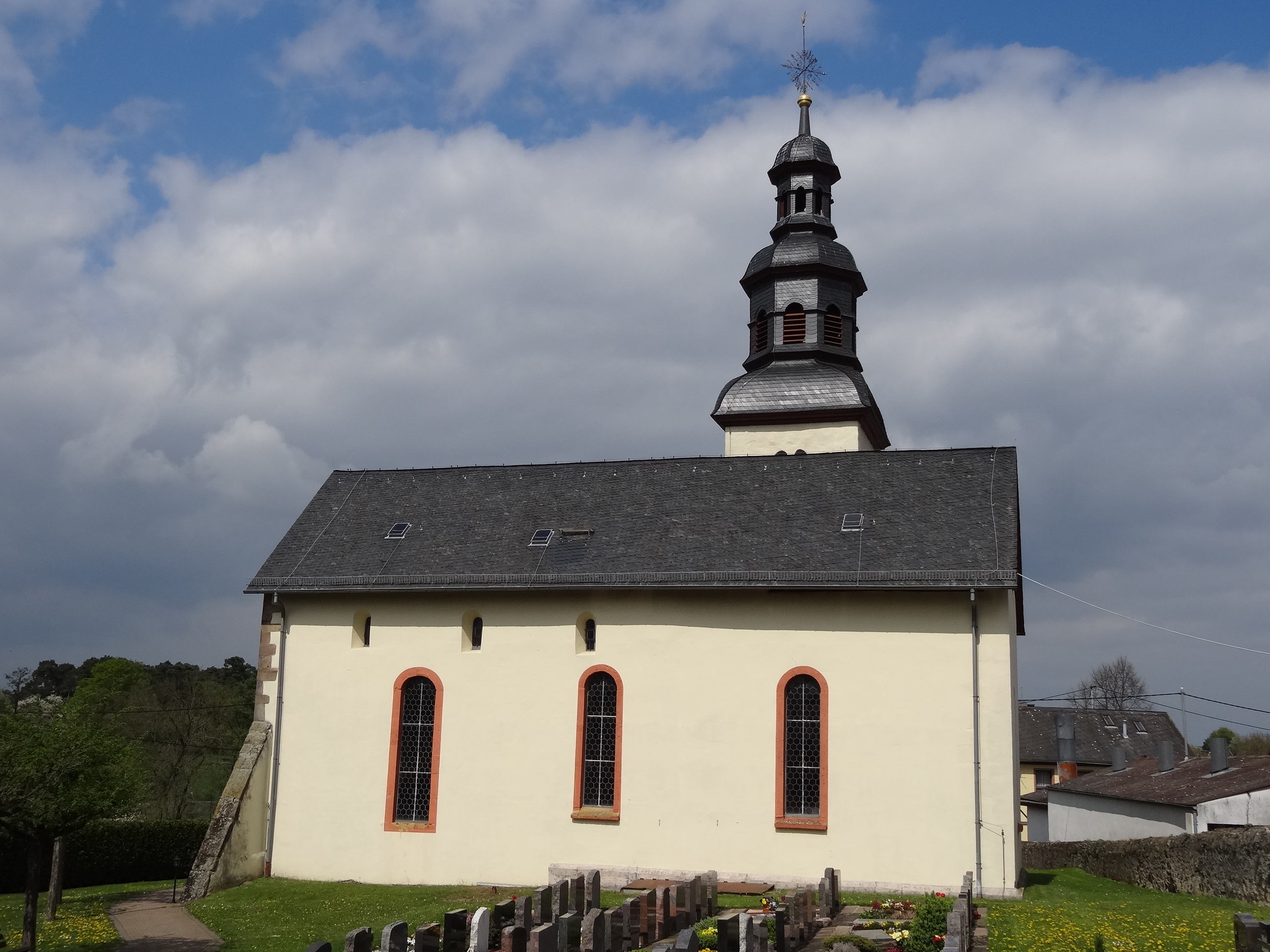
Kirche von Süden

Die Evangelische Kirche in Trais-Münzenberg, einem Stadtteil von Münzenberg im Wetteraukreis (Hessen), geht in ihren ältesten Teilen auf die Zeit um 1100 zurück und wurde um 1200 durch ein nördliches Seitenschiff erweitert. Die Kirche wurde über einem Reihengräberfriedhof aus fränkisch-merowingischer Zeit errichtet. Ihre heute maßgebliche Form erhielt sie nach einem eingreifenden Umbau im Jahr 1889. An die Kirche ist nördlich ein romanischer Turm angebaut, der im Barock seinen heutigen Turmhelm erhielt. Die Kirche ist ortsbildprägend und hessisches Kulturdenkmal.

## Geschichte

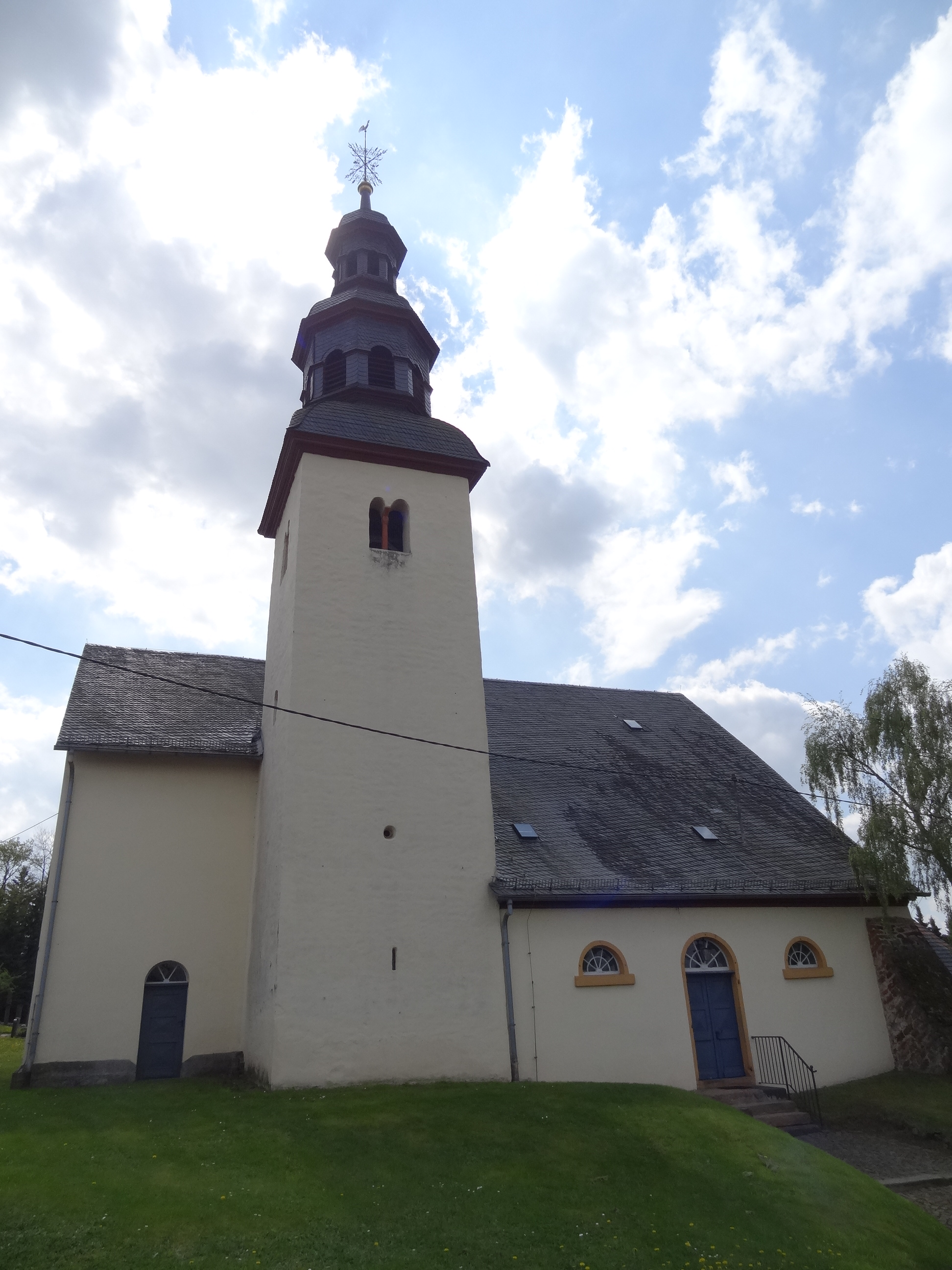
Kirche von Norden

Archäologisch ist auf dem Kirchhügel ein Reihengräberfriedhof aus fränkischer Zeit nachgewiesen. Unter dem Altarfundament wurden vier ungestörte Bestattungen in West-Ost-Ausrichtung aus der Merowingerzeit nachgewiesen. Dies ist in Hessen bisher ohne Parallele, da Friedhöfe jener Zeit sonst außerhalb der Dörfer angelegt wurden. Insgesamt wurden im angrenzenden Bereich Skelettreste von 34 Personen geborgen. Eine Kirche in Trais wird urkundlich erstmals Ende des 8. Jahrhunderts erwähnt, als ein Mann namens Hugo seinen Anteil an der Dorfkirche dem  Kloster Fulda vermachte. Diese erste Kirche war bereits eine Steinkirche und wurde auf einem  Friedhof errichtet, dessen Gräber bis ins 7. Jahrhundert zurückreichen. Die merowingerzeitlichen Toten wurden in Holzsärgen mit kleinen Glasperlen als Grabbeigaben bestattet. Im südlichen Bereich des Schiffes wurde ein Grab entdeckt, das mit Steinen umgrenzt war.
Die Datierung der heutigen Kirche ist schwierig. Wahrscheinlich um 1100 entstand das Schiff mit Turm an der Nordostecke. Um 1200 wurde das Schiff im Norden durch ein schmales Seitenschiff erweitert. Spätestens im frühen 13. Jahrhundert waren die Bauarbeiten an Schiff und Turm abgeschlossen.
Die Traiser Kirche war Unser Lieben Frauen und dem heiligen Pankratius geweiht. Neben dem Hauptaltar gab es einen Frühmessenaltar, der der heiligen Katharina und dem heiligen Nikolaus geweiht war. In kirchlicher Hinsicht gehörte die Pfarrkirche mit eigenem Sendbezirk zum Archidiakonat von St. Maria ad Gradus im Erzbistum Mainz. Die Traiser Kirche war ursprünglich Mutterkirche der umliegenden Gemeinden. Diese wurden im Laufe der Zeit zu selbstständigen Pfarrkirchen erhoben. Um 1200 waren nur noch Eberstadt und Münzenberg eingemeindet. Münzenberg trennte sich wahrscheinlich schon vor 1255, Eberstadt spätestens im Jahr 1361. Mit Einführung der Reformation wechselte Trais zum protestantischen Bekenntnis. Die Kirchengemeinde wurde seit 1565 vom Pfarrer in Münzenberg betreut, blieb aber eigenständige Pfarrei.
Zwischen 1845 und 1876 wurde die nördliche Wand samt Fenster- und Türumfassungen neu aufgemauert. Am 12. März 1876 zerstörte ein Sturm das Kirchendach, das daraufhin erneuert wurde. Im Jahr 1888/89 wurde ein umfassender Umbau vorgenommen und der alte Chor abgerissen und durch einen längsrechteckigen Choranbau erweitert. Der Anbau wurde ohne Genehmigung durch das Oberkonsistorium durchgeführt und 1891 von Rudolf Adamy in der Darmstädter Zeitung als Akt der „Barbarei“ gegeißelt und als „charakterloses scheunenartiges Bauwerk“ bezeichnet. Der verantwortliche Bezirksaufseher Metzger aus Butzbach ließ 1889 auch die Südfenster einbauen. In diesem Zuge wurde wahrscheinlich ebenfalls das Pultdach des Nordschiffs durch ein Schleppdach ersetzt.
Im Jahr 1925 wurde eine Innensanierung durchgeführt und eine neue Orgel eingebaut. Im Jahr 1986 erfolgte eine Außensanierung des Gebäudes. Der Außenputz wurde abgeschlagen und erneuert. Das östliche Obergadenfenster, das ältere Vermauerung aufwies, wurde freigelegt. 1989 folgte eine Innenrenovierung, bei der der Fußboden zum Teil mit neuen Platten belegt wurde und der Innenraum einen neuen Anstrich erhielt.

## Architektur

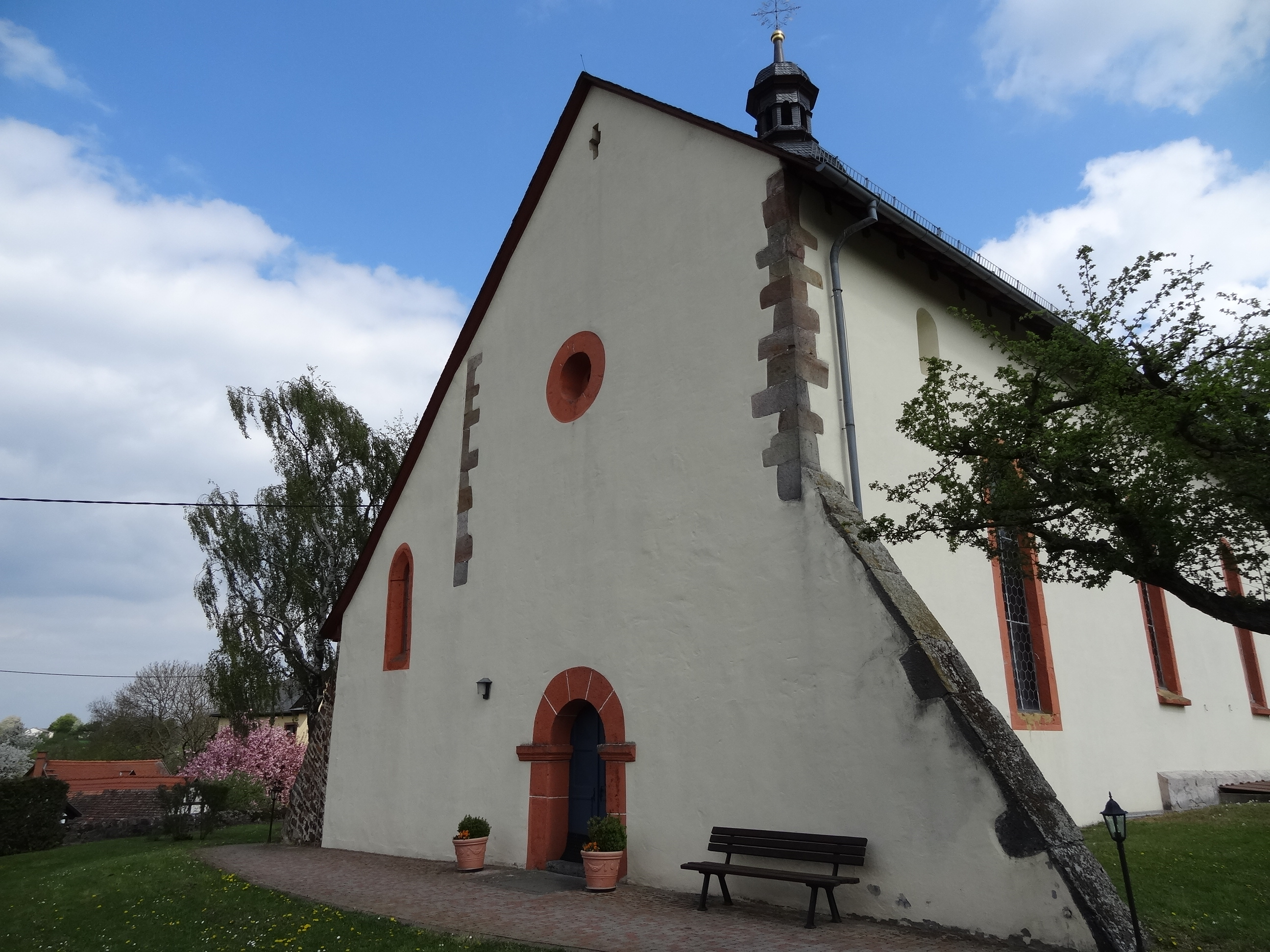
Westseite der Kirche

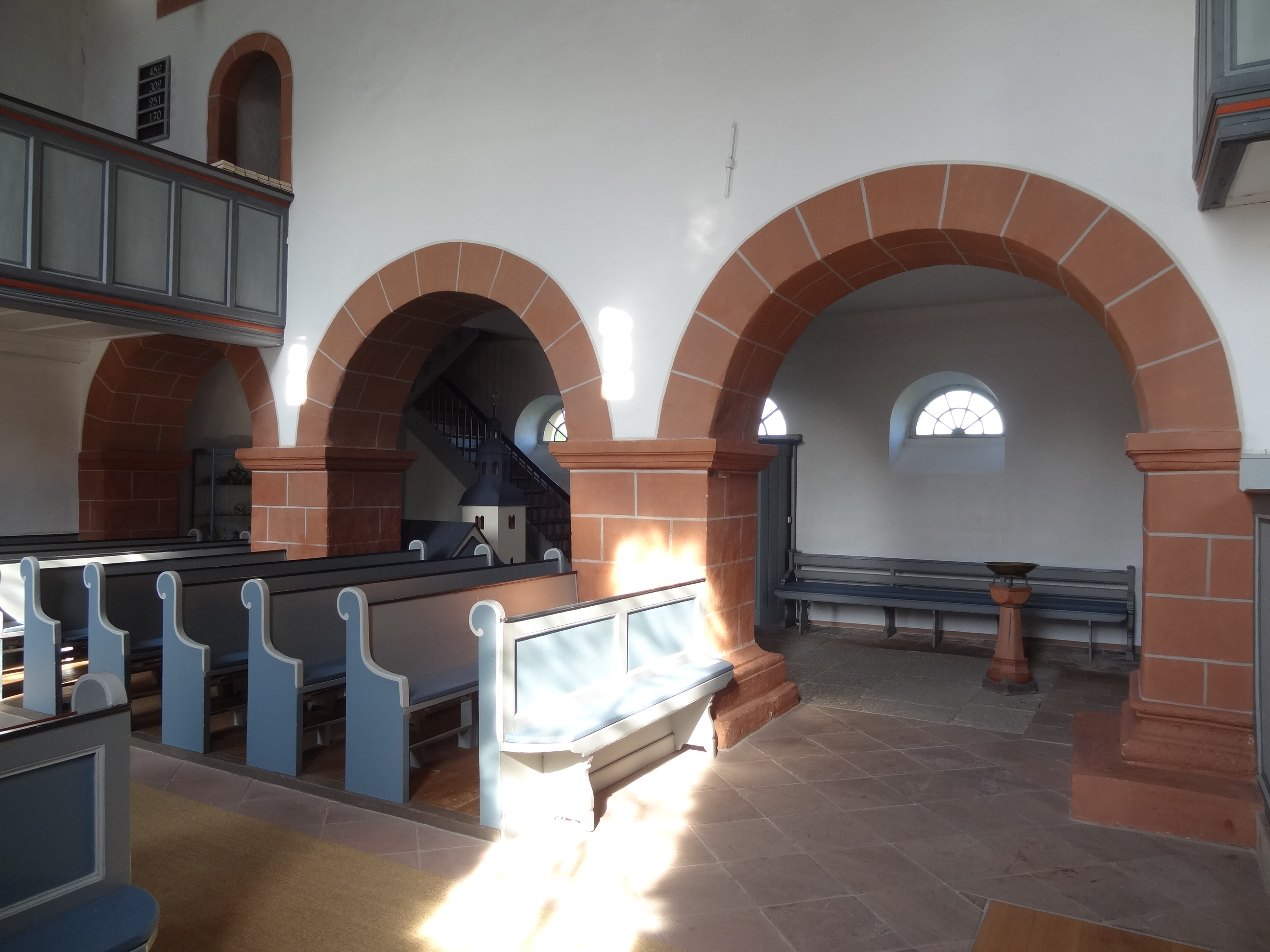
Rundbögen zum nördlichen Seitenschiff

Der ungefähr geostete Saalbau ist auf einem Hügel im Ortszentrum südlich der Wetter errichtet. Er hat einen längsrechteckigen Chor derselben Breite (außen 8,10 Meter, innen 6,20 Meter). Insgesamt ist die Kirche außen 20,85 Meter, innen 18,80 Meter lang und das Mauerwerk 8,50 Meter hoch. Im Norden ist ein schmales Seitenschiff angebaut (4 Meter Innenbreite). Nördlich des Chors erhebt sich der romanische Turm, der gerade mit dem Nordschiff abschließt. Die Annahme einer ursprünglichen dreischiffigen Basilika in der älteren Literatur konnte weder aus den Quellen noch durch archäologische Grabungen bestätigt werden. Der alte querrechteckige Chor hatte ein Kreuzgewölbe und eine halbrunde Ostapsis und war 27 Fuß lang, 15 Fuß breit und 26 Fuß hoch. Bei den Ausgrabungen in den 1980er Jahren wurden unterhalb der Fundamente der halbrunden Apsis Fundamente eines kleineren Rechteckchors entdeckt.
Die Südseite des Schiffs hat drei schmale, hohe Rundbogenfenster, die Ostseite ein hohes Rundbogenfenster und der westliche Giebel ein kleines rundes Bleiglasfenster. An der westlichen Nord- und Südseite des alten Schiffs sind unterhalb der Traufe je drei schlitzartige, rundbogige Obergadenfenster erhalten. Die Kirche wird durch zwei rechteckige Nordportale mit Lünettenfenstern und ein kleines, rundbogiges Westportal mit auskragenden Kämpfern und innen einem geraden Sturz erschlossen. Ein Portal in der Südwand in der Nähe der Kanzel ist zugemauert. Das komplexe Mauerwerk der Südseite weist durch verschiedene Mauerstrukturen und vier Mörtelsorten (hell graugelb, grau, gelbbraun, braunrot) auf verschiedene vier Bauabschnitte hin. Zwei Strebepfeiler an der Nordwest- und an der Südwestecke, die wahrscheinlich im 19. Jahrhundert errichtet wurden, stützen die Mauern ab. Das Satteldach hat eine Höhe von 4,25 Meter und ist über das nördliche Seitenschiff abgeschleppt. Durch das Schleppdach sind die nördlichen Obergadenfenster nur noch von Innen erkennbar, während das frühere Pultdach unterhalb der Fenster an die Nordwand des Schiffs anschloss. Dies wird durch die Eckquaderung im Mittelschiff bestätigt, die 4 Meter über dem Boden enden.
Das Seitenschiff wird durch ein schmales Spitzbogenfenster in der Westwand und drei Lünettenfenster in der Nordwand belichtet. Das mittlere dieser Fenster ist unmittelbar über dem rechteckigen Nordportal eingelassen. Das Seitenschiff wird im Inneren durch eine Arkade aus drei großen Rundbögen mit dem Schiff verbunden. Die Bögen ruhen auf viereckigen Pfeilern mit attischen Basen und enden in auskragenden Kämpferplatten mit Kehle und Wulst. Der Chorbereich ist gegenüber dem Schiff um drei Stufen erhöht. An der Nordwand ermöglicht ein rundbogiges Portal mit einer eisenbeschlagenen Eichentür den Zugang zur Turmhalle.
Der ungegliedert aufgemauerte und fensterlose Turmschaft aus romanischer Zeit auf quadratischem Grundriss (4,77 × 4,75 Meter) hat oben an allen Seiten gekuppelte, rundbogige Schallarkaden mit Würfelkapitellen. Bis zur Mauerkrone beträgt seine Höhe 14,50 Meter. Die überwölbte Turmhalle wird durch drei kleine Rundfenster nur schwach belichtet. Der etwa 11 Meter hohe, hölzerne, verschieferte Helmaufbau aus der ersten Hälfte des 18. Jahrhunderts ist zweigeschossig. Ein geschweiftes Pultdach leitet zu einem achtseitigen Geschoss über, über dem sich eine offene Laterne erhebt, die von einem Turmknopf, Kreuz und Wetterhahn bekrönt wird. Zwischen Turm und nördlicher Kirchenwand wurde ein Spalt von 0,19 Meter freigelassen, der später ausgemauert wurde. Die Glockenstube beherbergt ein Zweiergeläut. Die ältere Glocke aus dem 14./15. Jahrhundert (0,89 Meter Durchmesser, 0,78 Meter Höhe, Schlagton h1) trägt in gotischen Majuskeln die Namen der vier Evangelisten und auf dem Wolm die vier Wappen der Familien Bogt von Treis, von Muschenheim, von Schwappach und Rost von Treis. Eine kleinere Glocke von G. M. A. Henschel aus dem Jahr 1734 ist nicht mehr vorhanden. Stattdessen dient eine 1950 in Sinn gegossene Glocke der Gebr. Rincker (Schlagton d2) als Ersatz.

## Ausstattung

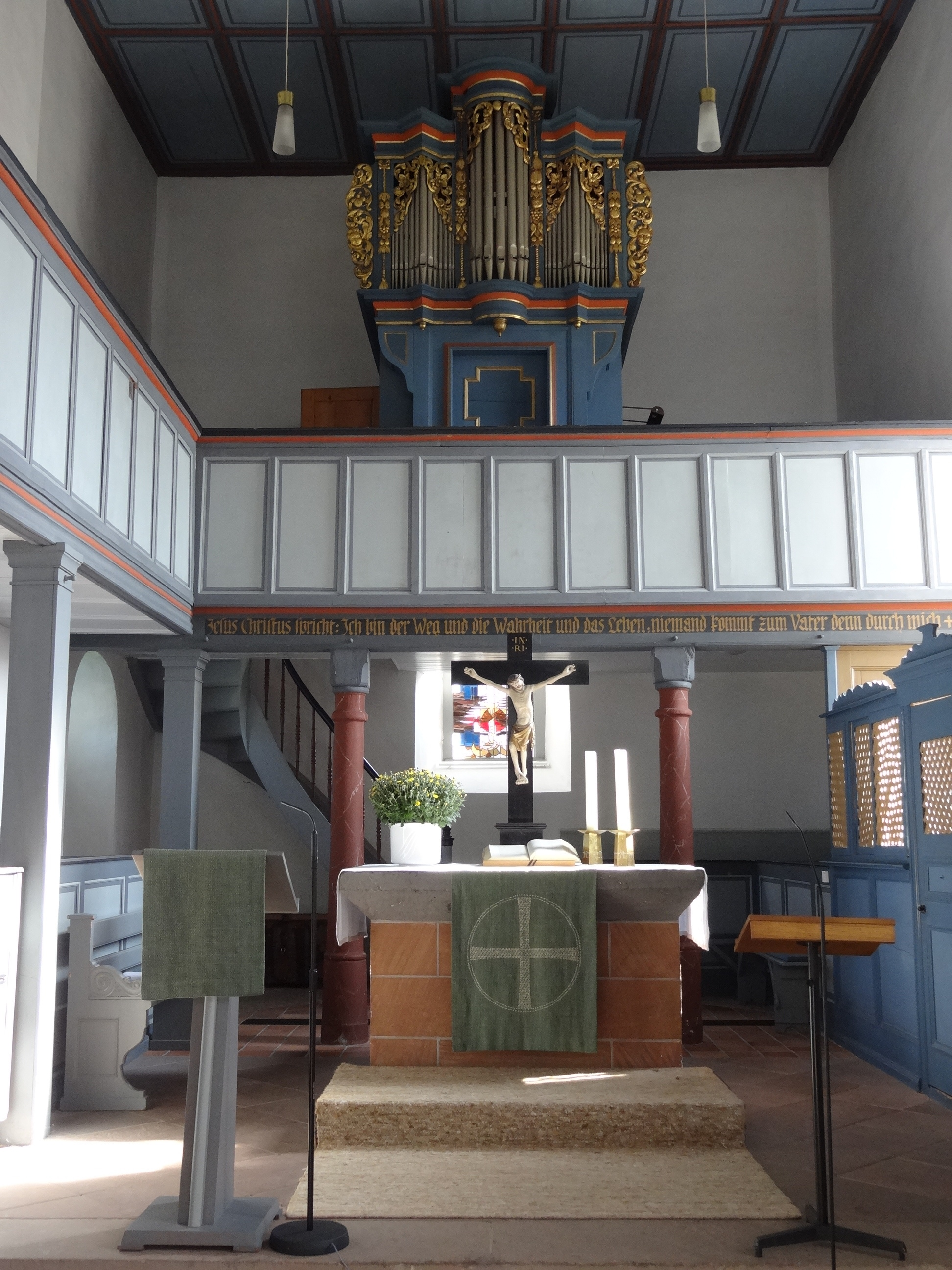
Innenraum Richtung Osten

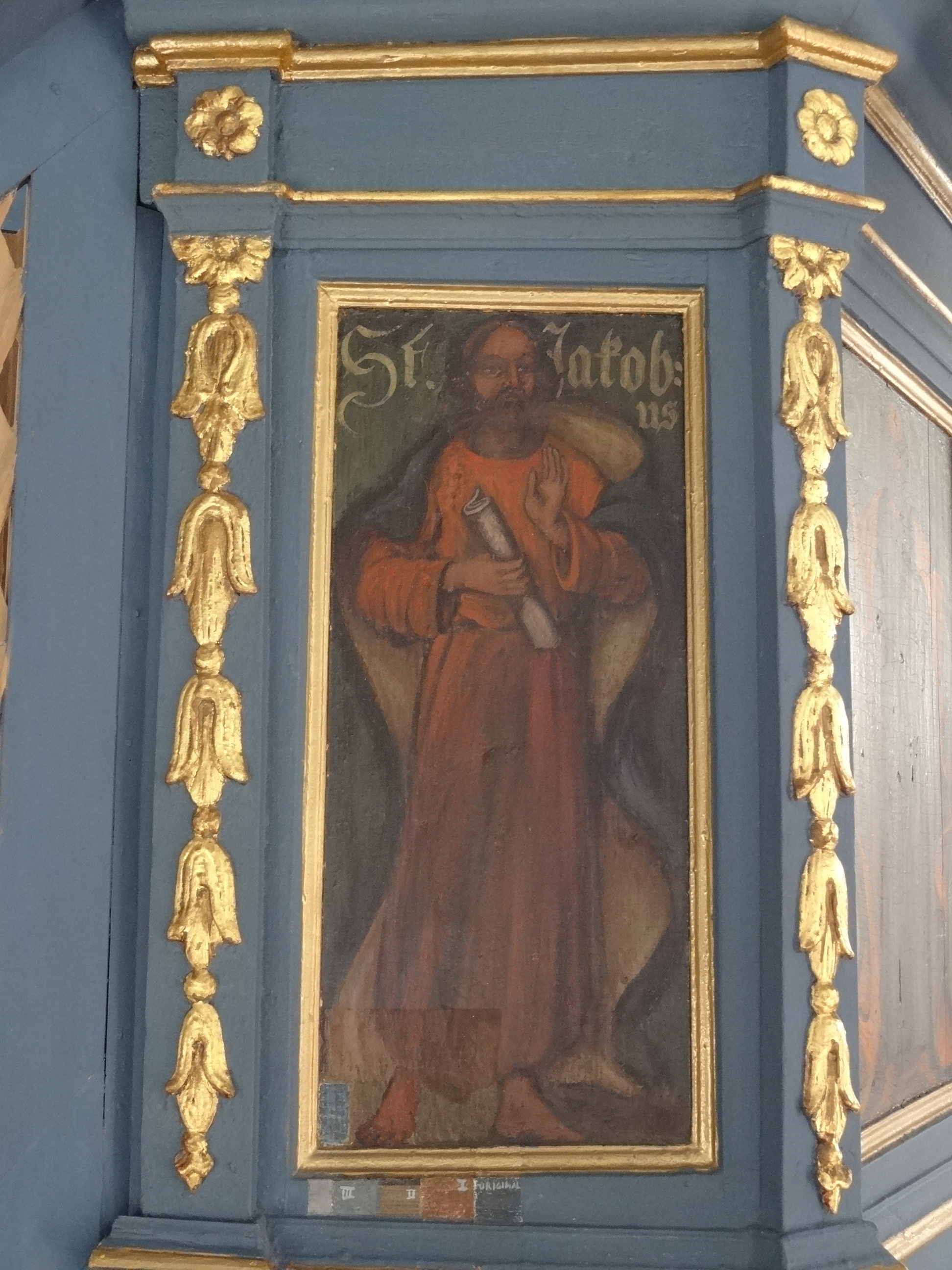
Kanzeldetail

Der Innenraum des Schiffs wird von einer flachen Kassettendecke abgeschlossen. Kassettierte Emporen sind an der Westwand und an der Ostwand eingebaut. Die Orgelempore wird im Chorbereich an der Nordseite bis an die Arkade weitergeführt, im Osten von zwei runden Holzsäulen und im Norden von viereckigen Holzpfosten gestützt. Die Chorempore ist durch eine Treppe in der Nordostecke zugänglich, die Westempore durch eine Treppe im Nordschiff, die zu einem rundbogigen Durchgang ins Schiff führt.
Die hölzerne, polygonale Kanzel des 18. Jahrhunderts in blauer Fassung an der Südwand hat zwischen vergoldeten Eckpilastern mit Knospengirlanden Bilder der Apostel Jakobus, Petrus und Johannes in den Kanzelfeldern. Ein angeschlossener Pfarrstuhl mit durchbrochenem Gitterwerk leitet zum Kanzelaufgang über.
Die aufgemauerte Altarmensa wird von einer mittelalterlichen Platte bedeckt, auf der ein hölzernes Kruzifix des Dreinageltypus steht. Eine weitere mittelalterliche Platte ist in der Turmkapelle erhalten. Die schlichte Taufschale aus Messing wird von einem Eisenring gehalten, der auf einer pokalförmigen Steinsäule angebracht ist. Der quadratische Fuß geht in einen achtseitigen Schaft über, der in einem Würfelkapitell endet. An der Nordwand steht auf einer kleinen Konsole die Holzfigur des Guten Hirten mit weißem Kleid, rotem Umhang und langem Hirtenstab, der ein Lamm auf seiner Schulter trägt.

## Orgel

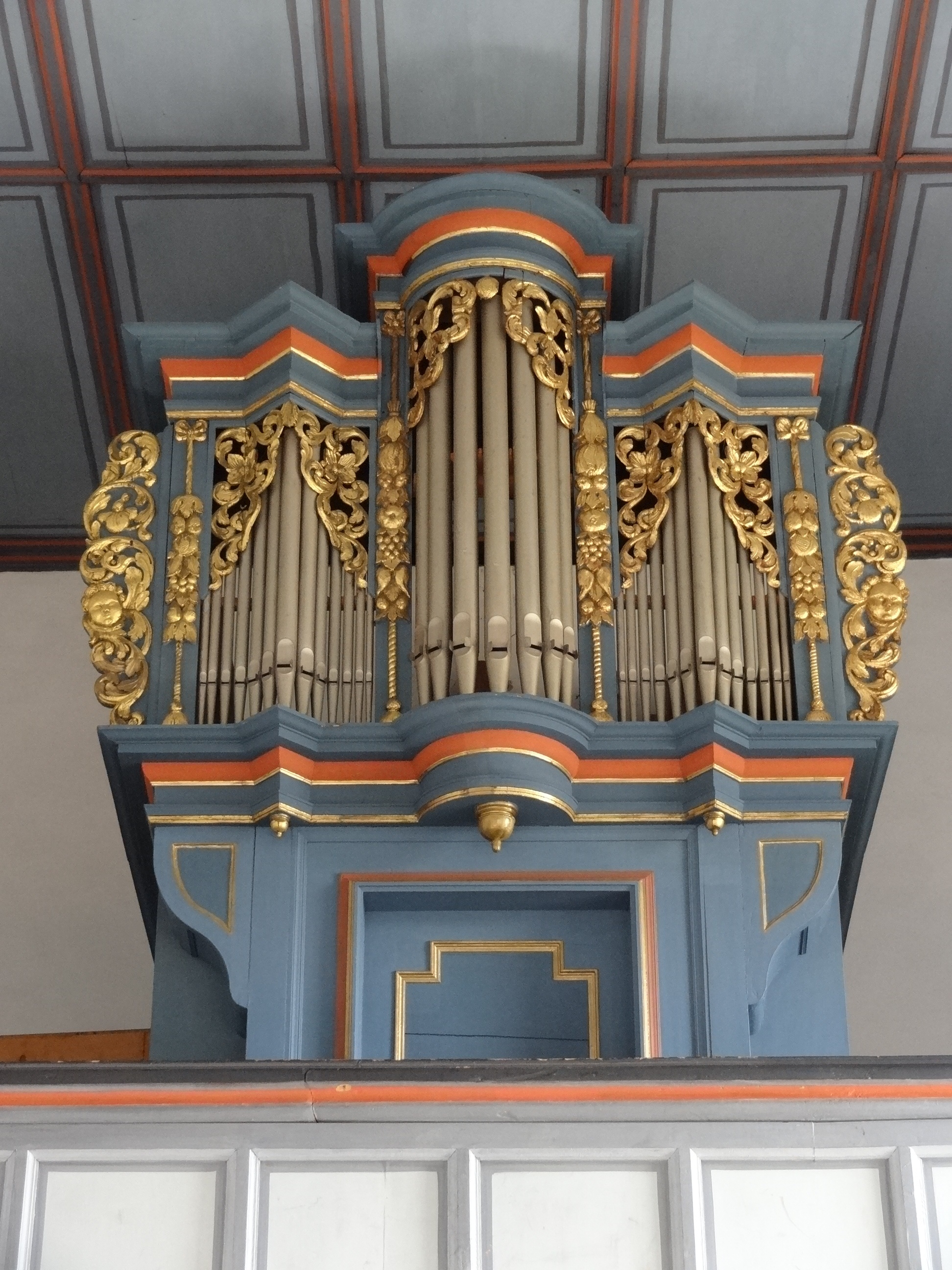
Orgelprospekt von 1712

Die Orgel wurde im Jahr 1712 mit sieben oder acht Registern auf einem Manual und ohne Pedal erbaut. Als Erbauer wird aufgrund der Gehäusegestaltung ein Vertreter der Orgelbauerfamilie Grieb aus Griedel vermutet. Der Prospekt ist dreiteilig: Der überhöhte, mittlere Rundturm wird von zwei Pfeifenfeldern flankiert, deren mittlere Pfeifen in einer Spitze hervortreten (so auch bei den Orgeln in Sichertshausen und Griedel). Das Schleierwerk, das die Pfeifenfelder nach oben abschließt, und die seitlichen „Orgelohren“ bestehen aus vergoldetem Akanthuswerk mit Voluten. An den vier Lisenen sind Kordeln mit Knospen und Fruchtgehängen, unterhalb der Pfeifenfelder ein durchlaufendes, profiliertes Kranzgesims  angebracht. Die farbliche Fassung des Gehäuses ist blau mit einem roten Fries bei beiden Gesimsen und einzelnen vergoldeten Profilleisten. Eine geschwungene Konsole vermittelt zwischen dem schmaleren Untergehäuse und dem breiteren Oberteil. Johann Hartmann Bernhard reparierte das Werk im Jahr 1838, seine Enkel, die Gebrüder Bernhard, erneut im Jahr 1879.
Im Jahr 1928 baute die Firma Förster & Nicolaus unter Einbeziehung des historischen Prospekts eine neue Orgel, die die Orgel von Nieder-Rosbach zum Vorbild nahm. Das seitenspielige Instrument mit pneumatischen Kegelladen verfügt über acht Register, die auf zwei Manualen und Pedal verteilt sind. Der Sanftbaß 16′ im Pedal ist eine Windabschwächung des Subbaß 16′. Die Disposition lautet wie folgt:
| I Manual C–g3 |    |
| Prinzipal     | 8′ |
| Bourdon       | 8′ |
| Fugara        | 4′ |

| II Manual C–g3 |    |
| Konzertflöte   | 8′ |
| Quintatön      | 8′ |
| Aeoline        | 8′ |
| Zartflöte      | 4′ |

| Pedal C–f1 |     |
| Subbaß     | 16′ |
| Sanftbaß   | 16′ |

- Koppeln:
  - Normalkoppeln: II/I, I/P, II/P
  - Superoktavkoppeln: I/II
  - Suboktavkoppeln: I/II